# Известкование почв
Известкова́ние — метод химической мелиорации кислых почв, заключающийся во внесении в них известковых удобрений: кальцита, доломита, известняка, отходов сахарного производства, гашёной извести и т. д. Эффект известкования основан на замещении в ППК ионов водорода и алюминия на содержащиеся в удобрении кальций или магний. Соли натрия для известкования непригодны, так как в результате ухудшаются физические свойства почвы. Также непригодны кальциевые соли сильных кислот, например гипс, которые напротив приводят к подкислению почвы.

## Положительный эффект известкования
В результате известкования в почве в 2—3 раза увеличивается количество разлагающих органические вещества микроорганизмов, в 5—9 раз — нитрифицирующих бактерий. Известкование повышает подвижность калия, магния, молибдена, снижает подвижность бора, меди, цинка. Продолжительность действия полной нормы извести на разных почвах составляет 5—15 лет.
Известкование почвы также применяется на территориях загрязнённых стронцием-90, что в свою очередь снижает его поступление в растения из почвы из-за снижения её кислотности и конкурентного замещения кальцием, а также при загрязнении цезием-137. Известкование почвы применялось и применяется как один из составных методов при восстановлении полей загрязнённых вследствие радиационных аварий 1957 года и 1986 года.

## Расчёт доз извести
Расчёт необходимого количества CaCO3 (т/га) может производиться исходя из величины гидролитический кислотности (H) по формуле
где h — мощность пахотного слоя, d — его плотность. 
Расчёт необходимого количества CaCO3 (т/га) также может приблизительно производиться по величине pH солевой вытяжки с учётом гранулометрического состава почвы.
| Грансостав        | pH солевой вытяжки | pH солевой вытяжки | pH солевой вытяжки | pH солевой вытяжки | pH солевой вытяжки | pH солевой вытяжки |
| Грансостав        | <4,5               | 4,6                | 4,8                | 5,0                | 5,2                | 5,4—5,5            |
| Песчаный          | 2,5                | 2,1                | 1,6                | 1,3                | 1,0                | 0,7—0,5            |
| Супесчаный        | 3,5                | 3,0                | 2,5                | 2,0                | 1,5                | 1,2—1,0            |
| Легкосуглинистый  | 4,5                | 4,0                | 3,5                | 3,0                | 2,5                | 2,0                |
| Среднесуглинистый | 5,5                | 5,0                | 4,5                | 4,0                | 3,5                | 3,0                |
| Тяжелосуглинистый | 7,0                | 6,5                | 6,0                | 5,5                | 5,0                | 4,5                |
| Глинистый         | 8,0                | 7,5                | 7,0                | 6,5                | 6,0                | 5,5                |

Наиболее точно рассчитать дозу CaCO3 можно по кривым буферности. Их строят, добавляя в несколько колб с равными навесками почвы и прилитыми к ним равными объёмами 1,0 н. раствора CaCl2 возрастающие количества Ca(OH)2. После взбалтывания и 24-часового настаивания измеряют pH и строят график зависимости pH от количества прилитой щелочи. Аналогично строится вторая ветвь графика, но в этом случае добавляется не Ca(OH)2, а HCl. По полученной кривой можно найти количество Ca(OH)2, необходимое для доведения pH до любого значения, и пересчитать его в CaCO3.
Вносить извести больше, чем нужно, не следует, так как при её избытке микроэлементы в почве (бор, марганец, цинк и пр.) переходят в недоступные для растений соединения.
При внесении полной нормы извести и систематическом применении минеральных удобрений повторное известкование проводят через 8—12 лет. При слишком частом известковании существует риск исчезновения питательных веществ в почве, так как повышение количества растений требует повышения этих веществ в почве, а известковые удобрения их не воспроизводят.